# Copa Hopman 1990
La Copa Hopman 1990 corresponde a la 2ª edición de dicho torneo de equipos nacionales de tenis compuestos por dos tenistas, una mujer y un hombre. Participan 12 equipos en total, representando a Estados Unidos, España, Checoslovaquia, Unión Soviética, Australia, Francia, Austria, Italia, Suecia, Yugoslavia, Nueva Zelanda y Holanda. 
La competencia comenzará el 26 de diciembre de 1989 en el Burswood Entertainment Complex de Perth, Australia.

## Final
| \| 1 \| \| Emilio Sánchez \| 5 \| 7 \| 7 \| \| \| \| 1 \| \| John McEnroe \| 7 \| 5 \| 5 \| \| \| \| 2 \| \| Arantxa Sánchez Vicario / Emilio Sánchez \| 3 \| 2 \| \| \| \| \| 2 \| \| Pam Shriver / John McEnroe \| 6 \| 6 \| \| \| \| \| 3 \| \| Arantxa Sánchez Vicario \| 6 \| 6 \| \| \| \| \| 3 \| \| Pam Shriver \| 3 \| 3 \| \| \| \| |                           |                                          |   |   |   |  |  |
| 1 | Bandera de España         | Emilio Sánchez                           | 5 | 7 | 7 |  |  |
| 1 | Bandera de Estados Unidos | John McEnroe                             | 7 | 5 | 5 |  |  |
| 2 | Bandera de España         | Arantxa Sánchez Vicario / Emilio Sánchez | 3 | 2 |   |  |  |
| 2 | Bandera de Estados Unidos | Pam Shriver / John McEnroe               | 6 | 6 |   |  |  |
| 3 | Bandera de España         | Arantxa Sánchez Vicario                  | 6 | 6 |   |  |  |
| 3 | Bandera de Estados Unidos | Pam Shriver                              | 3 | 3 |   |  |  |

| Predecesor: 1989 | Copa Hopman 1990 | Sucesor: 1991 |